# Nie wierzcie bliźniaczkom
Nie wierzcie bliźniaczkom (ang. The Parent Trap) – amerykańska komedia familijna z 1998 roku w reżyserii Nancy Meyers. Film zrealizowano na podstawie powieści Ericha Kästnera Mania czy Ania. Jest to nowa wersja znanego filmu Rodzice, miejcie się na baczności (1961).

## Obsada
- Lindsay Lohan – Hallie Parker / Annie James
- Natasha Richardson – Elizabeth („Liz”) James, matka bliźniaczek
- Dennis Quaid – Nick Parker, ojciec bliźniaczek
- Elaine Hendrix – Meredith Blake, narzeczona ojca
- Erin Mackey – dublerka Hallie i Annie
- Lisa Ann Walter – Chessy, służąca Parkerów, niania Hallie
- Simon Kunz – lokaj Pani James
- Ronnie Stevens – dziadek Hallie i Annie, ojciec Elizabeth
- Polly Holiday – Marva Kulp Sr., kierowniczka obozu
- Maggie Wheeler – Marva Kulp Jr., córka kierowniczki
- John Atterbury – Gareth, szofer pani James

## Zarys fabuły
Opowieść o dwóch siostrach-bliźniaczkach – Annie i Hallie. Niedługo po ich urodzeniu, rodzice po kłótni rozwiedli się i każde zabrało jedno z dzieci, wychowując je, ale nie informując o istnieniu siostry. Annie zamieszkała w Londynie razem z mamą Elizabeth James (znaną projektantką sukien ślubnych), dziadkiem Charlesem Jamesem i lokajem Martinem. Hallie natomiast zamieszkała w Napa (w Kalifornii) z tatą Nickiem Parkerem (właścicielem winnicy i producentem wina), nianią Chessy i psem.
Rodzice przypadkiem wysyłają bliźniaczki na ten sam obóz letni dla dziewcząt. Prowadzą go matka i córka, Marva Kulp Sr. i Marva Kulp Jr. Początkowo siostry bardzo się nie lubią i wzajemnie urządzają sobie złośliwe figle. Po kolejnym wybryku zostają umieszczone w tym samym domku. Wkrótce odkrywają, że są siostrami. Dowodem na to jest rozdarte zdjęcie ze ślubu rodziców, z którego każda z dziewczynek ma po połowie. Postanawiają spotkać i połączyć rodziców na nowo, co jednak wymaga, by zamieniły się rolami: Hallie wyjeżdża do Londynu, by poznać mamę, której nigdy nie widziała, a Annie do Kalifornii na spotkanie z ojcem. Dziewczynki liczą na to, że po odkryciu prawdziwej tożsamości, rodzice będą musieli się spotkać, aby przywrócić uregulowany prawnie stan rzeczy.
Wykonanie tego planu napotyka na trudności. Gdy Annie (udająca Hallie) dociera do domu ojca w Kalifornii, okazuje się, że w życiu jej ojca pojawiła się inna kobieta, dwudziestosześcioletnia Meredith Blake. Annie dowiaduje się od Chessy, że Meredith interesują głównie pieniądze i wcale nie kocha jej ojca. Dzwoni do Hallie, wzywając siostrę na pomoc. Początkowo Hallie to lekceważy i Annie musi sama wyperswadować ojcu małżeństwo. Tymczasem Chessy, obserwując odmienne zachowanie Annie, zaczyna mieć podejrzenia. Ostatecznie Annie wyjawia Chessy swoją tożsamość, zyskując sojusznika. Annie drugi raz informuje Hallie o planach ojca. Tym razem Hallie nie lekceważy sprawy. Zostaje też zdemaskowana przez swego dziadka. Ostatecznie dziadek przystępuje do „spisku”. Hallie przyznaje się matce, że jest jej drugą córką. Obydwie u boku Martina wyruszają do Ameryki. Matka jest przekonana, że głównym celem podróży jest zamiana sióstr i ustalenie z ich ojcem lepszych zasad opieki nad dziećmi. Jednak wciąż kocha Nicka i w głębi duszy liczy na coś więcej. „Spiskowcy” nie chcąc jej zniechęcić, nie informują jej o obecności Meredith. 
Działająca w Kalifornii Hallie skłania ojca do wyjazdu do umówionego hotelu, pod pretekstem szukania odpowiedniego miejsca na wesele. Wkrótce po przyjeździe matka dzieci widzi swego byłego męża w objęciach drugiej kobiety. Tym razem dzieci wyjawiają jej resztę prawdy. Udaje im się namówić rodziców na romantyczną kolację. Niestety, wbrew nadziejom sióstr, rodzice nie dochodzą do zgody. Następnego dnia, gdy matka chce wracać z Annie, siostry nie chcą wyjawić, która z nich jest Annie i stawiają warunek, aby rodzice wyjechali z nimi na kilkudniowy pobyt w górach. Protestuje przeciwko temu Meredith, a matka dzieci przyznaje jej rację i skłania ją do wyjazdu. Ostatecznie Meredith, wbrew nadziejom dzieci, jedzie zamiast ich matki. Meredith nie jest przyzwyczajona do obozowych warunków, a siostry dodatkowo robią jej różne figle. W nocy wypychają ją śpiącą na nadmuchiwanym materacu na jeziorko. Obudzona i wściekła Meredith stawia narzeczonemu warunek: "Albo ja, albo one". Odpowiedzią jest: "One". Dzieci z ojcem wracają do domu. Następnego dnia matka odlatuje z Annie do Londynu. Po przyjeździe do domu w Londynie okazuje się, że tam czeka już Hallie z ojcem, którzy przylecieli szybciej naddźwiękowym samolotem Concorde. Ostatecznie ponowny ślub biorą rodzice, ale także pobierają się Chessy i Martin.

## Błędy w filmie
Według serwisu IMDB w filmie znalazło się 68 błędów (jednak niektóre wymieniono dwukrotnie), z których większość to typowe w kinematografii naruszenia ciągłości. Np. w momencie gdy Hallie wchodzi do domu swojej matki w Londynie i otwiera drzwi naciskając dużą mosiężną gałkę – gdy drzwi się uchylają, gałki na nich już nie ma. 
Istotny błąd wystąpił na początku filmu, gdzie w czołówce ukazano sceny ze ślubu Nicka i Liz, a bezpośrednio potem pojawia się informacja: „11 lat i 9 miesięcy później”. Naprawdę zaś obóz letni zaczyna się ok. 11 lat i 9 miesięcy po narodzinach bliźniaczek, a nie po ślubie (który odbył się 8 stycznia 1986 r.). Błędem zamierzonym jest pokazanie egzotycznego ptaka siedzącego na Meredith w scenie na jeziorze – jest nim pochodzący z Afryki turak angolski.